# Movistar Team/Saison 2020
Diese Liste beschreibt die Mannschaft und die Erfolge des Radsportteams Movistar in der Saison 2020.

## Erfolge
UCI WorldTour
| Datum       | Rennen                    | Sieger     |
| ----------- | ------------------------- | ---------- |
| 21. Oktober | 2. Etappe Vuelta a España | Marc Soler |

UCI Continental Circuits
| Datum      | Rennen          | Kat. | Sieger     |
| ---------- | --------------- | ---- | ---------- |
| 1. Februar | Trofeo Pollenca | 1.1  | Marc Soler |

## Mannschaft
| Teamkader 2020                            | Teamkader 2020     | Teamkader 2020         | Teamkader 2020                           |
| Name                                      | Geburtsdatum       | Land                   | Vorheriges Team                          |
| ----------------------------------------- | ------------------ | ---------------------- | ---------------------------------------- |
| Juan Diego Alba                           | 11. September 1997 | Kolumbien              | Coldeportes-Zenú (2019)                  |
| Jorge Arcas                               | 8. Juli 1992       | Spanien                | Lizarte (2015)                           |
| Carlos Betancur (1. Jan.–31. Aug.)        | 13. Oktober 1989   | Kolumbien              | AG2R La Mondiale (2015)                  |
| Héctor Carretero                          | 28. Mai 1995       | Spanien                | Lizarte (2016)                           |
| Dario Cataldo                             | 17. März 1985      | Italien                | Astana (2019)                            |
| Gabriel Cullaigh                          | 8. April 1996      | Vereinigtes Königreich | Team Wiggins Le Col (2019)               |
| Iñigo Elosegui                            | 6. März 1998       | Spanien                | Lizarte (2019)                           |
| Imanol Erviti                             | 15. November 1983  | Spanien                |                                          |
| Juri Hollmann                             | 30. August 1999    | Deutschland            | Heizomat rad-net.de (2019)               |
| Johan Jacobs                              | 1. März 1997       | Schweiz                | Lotto-Soudal U23 (2019)                  |
| Matteo Jorgenson                          | 1. Juli 1999       | Vereinigte Staaten     | Chambéry CF (2019)                       |
| Lluís Mas                                 | 15. Oktober 1989   | Spanien                | Caja Rural-Seguros RGA (2018)            |
| Enric Mas                                 | 7. Januar 1995     | Spanien                | Deceuninck-Quick Step (2019)             |
| Sebastián Mora                            | 19. Februar 1988   | Spanien                | Caja Rural-Seguros RGA (2019)            |
| Mathias Norsgaard                         | 5. Mai 1997        | Dänemark               | Riwal Readynez (2019)                    |
| Nélson Oliveira                           | 6. März 1989       | Portugal               | Lampre-Merida (2015)                     |
| Antonio Pedrero                           | 23. Oktober 1991   | Spanien                | Inteja-MMR Dominican cycling team (2015) |
| Eduard Prades                             | 9. August 1987     | Spanien                | Euskadi-Murias (2018)                    |
| Jürgen Roelandts                          | 2. Juli 1985       | Belgien                | BMC Racing Team (2018)                   |
| José Joaquín Rojas                        | 8. Juni 1985       | Spanien                | Astana (2006)                            |
| Einer Rubio                               | 22. Februar 1998   | Kolumbien              | Aran Vejus (2019)                        |
| Sergio Samitier                           | 31. August 1995    | Spanien                | Euskadi Basque Country-Murias (2019)     |
| Eduardo Sepúlveda                         | 13. Juni 1991      | Argentinien            | Fortuneo-Oscaro (2017)                   |
| Marc Soler                                | 22. November 1993  | Spanien                | Lizarte-AD Galibier (2014)               |
| Albert Torres                             | 26. April 1990     | Spanien                | Inteja-Dominican cycling team (2018)     |
| Alejandro Valverde                        | 25. April 1980     | Spanien                | Comunidad Valenciana-Kelme (2004)        |
| Carlos Verona                             | 4. November 1992   | Spanien                | Mitchelton-Scott (2018)                  |
| Davide Villella                           | 27. Juni 1991      | Italien                | Astana (2019)                            |
|                                           |                    |                        |                                          |
| Quellen: ProCyclingStats Cycling Archives |                    |                        |                                          |